# Ống kính Canon EF 40mm
EF 40mm là ống kính một tiêu cự chuẩn được Canon ra mắt vào tháng 6-2012. Đây là ống kính pancake ngàm EF đầu tiên của Canon, cũng là ống EF đầu tiên được trang bị mô-tơ bước STM.
Ống kính này có 2 màu vỏ là đen hoặc trắng. Ống màu trắng có thể đi kèm EOS 100D màu trắng thành 1 bộ đầy đủ và rất gọn nhẹ.
Thời điểm hiện tại ở Việt Nam (10-2016), ống được bán với giá 2,8-3,8 triệu VNĐ.

## Thông số kỹ thuật
| Hình ảnh                    |                        |
| Đặc điểm chính              |                        |
| Tương thích với full-frame  | Có                     |
| Ổn định hình ảnh            | Không                  |
| Chống thời tiết             | Không                  |
| USM                         | Không                  |
| STM                         | Có                     |
| Dòng L                      | Không                  |
| Giảm nhiễu xạ quang học     | Không                  |
| Dữ liệu kỹ thuật            |                        |
| Khẩu độ (lớn nhất-nhỏ nhất) | f/2.8–f/22             |
| Cấu trúc                    | 6 nhóm / 4 thấu kính   |
| Số lá khẩu                  | 7                      |
| Khoảng lấy nét gần nhất     | 0,3m (ở tiêu cự 24mm)  |
| Độ phóng đại tối đa         | 0.18× (ở tiêu cự 24mm) |
| Góc nhìn ngang              | 49°                    |
| Góc nhìn dọc                | 34°                    |
| Góc nhìn chéo               | 57°                    |
| Dữ liệu vật lý              |                        |
| Khối lượng                  | 130g                   |
| Đường kính lớn nhất         | 68,2mm                 |
| Chiều dài                   | 22,8mm                 |
| Đường kính filter           | 52mm                   |
| Phụ kiện                    |                        |
| Hood                        | ES-52                  |
| Thông tin ra mắt            |                        |
| Ngày công bố                | 6-2012                 |
| Đang sản xuất               | Có                     |
| Giá khởi điểm US$           | $199                   |